# Gabi Andronache
Gabriel „Gabi“ Andronache (* 12. Oktober 1972, nach anderen Angaben 1960, in Iași, Kreis Iași) ist ein rumänischer Schauspieler, Kampfkünstler, Journalist, Autor, Drehbuchautor, Theaterproduzent, Fitnesstrainer und Diätologe.

## Leben
Andronache schloss sein Studium an der ATF ab und gab 1997 im Film Vampire Journals – Der Jäger des Bösen sein Schauspieldebüt. Es folgte 2000 eine Rolle in Epicenter, 2001 eine Rolle in Elvira's Haunted Hills und 2002 mit Dracula the Impaler erneut eine Besetzung in einem Film, der das Thema Vampire behandelt. Er ist gelernter Kampfkünstler und war für die Koordinierung der Kampfszenen in Dracula the Impaler zuständig. 2005 übernahm er die historische Darstellung des Attila im Fernsehfilm Schwert des Schicksals – Attilas blutiges Vermächtnis.
Andronache schrieb Presseartikel, die in verschiedenen Fachpressen erschienen und behandelte dabei Themen wie Kommunismus oder Verschwörungstheorien. Ab 2005 wurde er literarischer Leiter beim Verlag Ion Creangă. 2005 veröffentlichte er einen Kurzgeschichtenband mit dem Titel Bis zum Ende der Welt, 2006 erschien der Roman The Purifier. 2003 gewann er den Preis des Verlags Universitas XXI und 2004 den Preis der Zeitschrift Dacia Literară.
Er schrieb Drehbücher für den Spielfilm Ho!, ho!, ho! (2009), für die Fernsehserie Fete de măritat und dem Kurzfilm Amatorul, der unter der Regie von Marian Crișan 2006 das Finale des HBO-Wettbewerbs erreichte dafür beim DaKINO-Festival 2007 den Preis für das beste Drehbuch erhielt.
Im Theater adaptierte er mit Ion Sapdaru die Shows The Adventures of Baron Munchhausen, im Luceafarul Theatre in Iași, die Komödie Chiritza MEP – nach Vasile Alecsandri unter der Regie von Ion Sapdaru oder die Komödie im Regina Maria State Theatre in Baia Mare.
Er nahm an Ernährungskursen teil und präsentierte im Fernsehen Diäten zur Gewichtsreduktion.

## Filmografie (Auswahl)
- 1997: Vampire Journals – Der Jäger des Bösen (Vampire Journals)
- 2000: Epicenter
- 2001: Elvira's Haunted Hills
- 2002: Dracula the Impaler
- 2005: Schwert des Schicksals – Attilas blutiges Vermächtnis (Cerberus) (Fernsehfilm)